# Pando Jankulovski
Pando Jankulovski (* 1941 als Pando Jankulidis; † 17. September 2015) war ein tschechoslowakischer Fußballspieler griechischer Abstammung.
Pando Jankulovski wurde 1941 in der griechischen Region Makedonien geboren. Nach dem Ende des griechischen Bürgerkriegs kam er als Waise durch das Rote Kreuz in die Tschechoslowakei. 
Dort spielte er zunächst für Baník Pudlov, ehe er zu FC Zbrojovka Brno wechselte, mit dem er von 1962 bis 1965 in der 1. Tschechoslowakischen Liga spielte. Weitere Stationen des Stürmers waren anschließend die Zweitligisten TJ TŽ Třinec und NHKG Ostrava sowie der österreichische Staatsligist Kapfenberger SV.
Pando Jankulovski ist der Vater des einstigen tschechischen Fußballnationalspielers Marek Jankulovski (* 1977).
Am 17. September 2015 starb Jankulovski im Alter von 74 Jahren und wurde am 25. September 2015 im Saal des Krematoriums von Slezská Ostrava verabschiedet.